# 319
Năm 319 là một năm trong lịch Julius. 